# Potamyia jinhongensis
Potamyia jinhongensis är en nattsländeart som beskrevs av Li och Tian in Tian, Yang 1996. Potamyia jinhongensis ingår i släktet Potamyia och familjen ryssjenattsländor. Inga underarter finns listade i Catalogue of Life.